# Leova (arrondissement)
Leova is een arrondissement van Moldavië. De zetel van het arrondissement is Leova. Het arrondissement ligt in het zuidwesten van Moldavië. In 2005, 14 jaar na de afsplitsing van de Sovjet-Unie, kreeg de communistische partij hier nog 50% van de stemmen.
De 25 gemeenten, incl. deelgemeenten (localități), van Leova:
- Băiuș, incl. Cociulia Nouă en Hîrtop
- Beștemac, incl. Pitești
- Borogani
- Cazangic, incl. Frumușica en Seliște
- Ceadîr
- Cneazevca, incl. Cîzlar
- Colibabovca
- Covurlui
- Cupcui
- Filipeni
- Hănășenii Noi, incl. Nicolaevca
- Iargara, met de titel oraș (stad), incl. Meșeni
- Leova, met de titel oraș (stad), incl. Sărata-Răzeși, Sîrma en Tochile-Răducani
- Orac
- Romanovca
- Sărata Nouă
- Sărăteni, incl. Victoria
- Sărățica Nouă, incl. Cîmpul Drept
- Tigheci, incl. Cuporani
- Tomai
- Tomaiul Nou, incl. Sărățica Veche
- Vozneseni, incl. Troian en Troița